# Martin Pike
Martin William Pike (ur. 12 lipca 1920 w Tendring, zm. 10 stycznia 1997 w Taunton) – brytyjski lekkoatleta, sprinter, mistrz Europy z 1950.
W 1939 był mistrzem Wielkiej Brytanii juniorów (AAA) w biegu na 440 jardów.
Podczas II wojny światowej służył jako nawigator w Royal Air Force.
Odpadł w eliminacjach sztafety 4 × 400 metrów na igrzyskach olimpijskich w 1948 w Londynie (sztafeta brytyjska biegła w składzie: Leslie Lewis, Derek Pugh, Pike i Bill Roberts).
Zwyciężył w sztafecie 4 × 400 metrów na mistrzostwach Europy w 1950 w Brukseli (skład brytyjskiej sztafety: Pike, Lewis, Angus Scott i Pugh).
Rekord życiowy Pike’a w biegu na 400 metrów wynosił 48,6 s (7 sierpnia 1950 w Londynie), a na 440 jardów 48,9 s (23 lipca 1949 w Birmingham).